# Kunene (region)
Kunene – znany również jako Kaokoland – jeden z 14 regionów administracyjnych Namibii, ze stolicą w Opuwo. Zamieszkały przez grupę etniczną Himba. Jego nazwa pochodzi od rzeki Kunene.

## Granice regionu
Granica regionu przebiega na północy wzdłuż rzeki Kunene, stanowiącej też granicę kraju, na zachodzie ogranicza go Ocean Atlantycki, na wschodzie regiony: Omusati, Oshana, Oshikoto i Otjozondjupa, a na południu Erongo.

## Podział administracyjny
Kunene dzieli się na sześć okręgów: Epupa, Opuwo, Outjo, Sesfontein, Kamanjab, i Khorixas.